# San Pasqual Valley AVA
San Pasqual Valley AVA (anerkannt seit dem 23. September 1981) ist ein Weinbaugebiet im US-Bundesstaat Kalifornien. Das Gebiet liegt im Verwaltungsgebiet San Diego County. Das Gebiet ist viertälteste American Viticultural Area (geschützte Herkunftsbezeichnung) der Vereinigten Staaten. Durch den kühlenden Einfluss des Pazifischen Ozeans steigen die mittleren Tagestemperaturen nur selten auf über 35 °C. Zusammen mit einem ausreichend hohen Temperaturgefälle zwischen Tag und Nacht sowie dem steinigen Untergrund entsteht ein Mikroklima, dass den Weinbau noch ermöglicht und bei dem die Reben ein gutes Säuregerüst beibehalten. Wichtigste Sorten sind Grenache, Merlot, Sangiovese, Syrah, Tempranillo und Viognier.